# 왕중귀
왕중귀 혹은 권중귀(王重貴, 생년 미상∼1369년(공민왕 18년))는 여말의 문신이다. 본관은 안동.

## 생애
공민왕 초기 좌부대언(左副代言)이 되었다.
1356년(공민왕 5) 친원파 기철등이 제거될 때 유배 갔다. 1364년에 복원돼 동지밀직사사(同知密直司事)가 됐으나, 다음해 신돈(辛旽)에 의하여 파직당했다. 나라의 비밀을 원나라에 누설하였다는 무고로 다시 유배됐지만, 곧 풀려나와 감찰대부(監察大夫)가 됐다.
1369년, 고려 조정은 북원(北元)에서 귀국한 노은(盧訔)을 고문해 노은으로부터 왕중귀가 북원과 밀통했다는 진술을 받아냈고, 이 후 왕중귀를 참수했다.

## 가계
권후(權煦)가 충선왕의 양자가 되어 왕씨가 되었다. 안동 권씨는 왕중귀가 본래 권씨였고 후손들도 권씨로 복성하였으므로 권중귀(權重貴)로도 표기한다.
- 증조부 : 권단, 찬성사
- 증조모 : 노씨, 노연(좌간의대부)의 딸
  - 조부: 권부
  - 조모 : 시령 류씨(始寧柳氏), 류승(柳陞)의 딸
    - 삼촌 : 권준
    - 삼촌 : 권종정(權宗頂)
    - 삼촌 : 권고(權皐)
      - 사촌 : 권희(權僖), 양촌 권근의 아버지[1]

    - 아버지 : 권후(權煦), 정승(政丞), 고려 충선왕의 양아들
      - 부인 : 행주 기씨, 기철(奇轍)

    - 삼촌 : 권겸(權謙)
      - 사촌 : 권황후

## 같이 보기
- 권겸
- 권근
- 기철
- 신돈
- 노은